# Lek albanés
El lek (plural lekë) es la moneda de Albania. Se divide en 100 qindarkë (singular qindarka). El código ISO 4217 para esta unidad monetaria es ALL y su abreviatura L.

## Nombre
El nombre de la moneda deriva de la abreviatura popular en albanés de Alejandro Magno (Leka i Madh). El lek fue introducido durante el reinado de Ahmet Zogu y es emitido por el Banco de Albania (Banka e Shqipërisë). El nombre qindarka proviene del albanés qind, que significa cien. Qindarka tiene, por lo tanto, el mismo significado que céntimo, centavo, centime, centésimo, etc.

## Historia
Hasta 1912, Albania usó la lira turca, ya que formaba parte del Imperio otomano. Pero tras la posterior independencia, acontecida en el mes de noviembre, no se introdujo una nueva moneda hasta 1926, debido a un periodo de caos político. Durante este periodo, circularon varias monedas extranjeras, en particular las de la Unión Monetaria Latina. También fue emitido algo de papel moneda durante este lapso, para Berat, Gjirokastër, Korçë, Shkodër y Vlorë. Las denominaciones utilizadas fueron el para y el grosh (divisiones de la lira turca), liras italianas, franga argjent (“francos de plata”), francos, qint, qindtar, skender...

### Primer lek
El lek fue introducido en 1926. Al principio hubo cuatro denominaciones en circulación. El lek valía 100 qindar leku mientras que el frang ar (también frank ar) valía 100 kindar ar o 5 lekë. El lek era equivalente a la lira italiana.
Durante la ocupación italiana de Albania en 1938, el lek redujo su valor a 0,8 liras italianas. Las monedas emitidas llevaban denominaciones solamente en lek durante la ocupación. Tras la Segunda Guerra Mundial, sólo fueron emitidos el lek y el qindarka (equivalente al qindar leku). Entre 1946 y 1948, el lek fue fijado a tasa 1:1 con el dinar yugoslavo. A continuación, se fijó a 12,5 lekë = 1 rublo soviético.

### Segundo lek
Como consecuencia de la revaluación del rublo soviético en 1961, el lek fue también revaluado en 1965, a la tasa de 10 viejos lekë = 1 nuevo lek, para restablecer la tasa de cambio de 12,5 lekë = 1 rublo. Este lek continuó en circulación hasta nuestros días, si bien sufrió una considerable inflación tras el fin del régimen comunista.

### Lek valutë
En 1992 fue introducido un nuevo lek, denominado lek valutë, equivalente a 50 lekë. Fueron emitidas dos denominaciones de billetes, 10 y 50 lekë valutë (el billete de 1 lek valutë fue impreso pero no emitido). Sin embargo, el lek valutë no reemplazó al lek y no se hicieron más emisiones en esa moneda.
| Denominación   | Color predominante | Imagen del anverso | Imagen del reverso |
| -------------- | ------------------ | ------------------ | ------------------ |
| 1 Lek valutë   | Violeta            |                    |                    |
| 10 Lekë valutë | Verde              |                    |                    |
| 50 Lekë valute | Gris               |                    |                    |

## Monedas

### Primer lek
En 1926 fueron introducidas las monedas de bronce de 5 y 10 qindar leku, junto con las de ¼, ½ y 1 lek de níquel y las de 1, 2 y 5 franga ar de plata. En 1935, fueron emitidas las monedas de 1 y 2 qindar de bronce, iguales en valor a las de 5 y 10 qindar leku.
| Denominación   | Metal | Anverso                                  | Reverso                             | Imagen |
| -------------- | ----- | ---------------------------------------- | ----------------------------------- | ------ |
| 5 Qindar Leku  | Cu+Zn | León SHQIPNI año de acuñación            | 5 QINDAR LEKU Rama de roble         |        |
| 10 Qindar Leku | Cu+Zn | Águila SHQIPNI año de acuñación          | 10 QINDAR LEKU Ramas de laurel      |        |
| 1 Qindar Ar    | Cu+Zn | Escudo de armas SHQIPNI año de acuñación | 1 QINDAR·AR Rama de roble           |        |
| 2 Qindar Ar    | Cu+Zn | Escudo de armas SHQIPNI año de acuñación | 2 QINDAR·AR Rama de laurel          |        |
| ¼ Leku         | Cu+Ni | León SHQIPNI año de acuñación            | ¼ LEKU Rama de roble                |        |
| ½ Lek          | Cu+Ni | Escudo de armas SHQIPNI año de acuñación | ½ LEK Hércules luchando con un león |        |
| 1 Lek          | Cu+Ni | Busto SHQIPNI año de acuñación           | 1 LEK Jinete ilirio                 |        |

Tras la ocupación italiana, fueron introducidas las de 0,20, 0,50, 1 y 2 lekë de acero inoxidable y las de 5 y 10 lekë de plata, junto con las de 0,05 y 0,10 lekë de bronce-aluminio en 1940. Estas monedas fueron emitidas hasta 1941.
| Denominación | Metal    | Anverso                                             | Reverso                                                            | Imagen |
| ------------ | -------- | --------------------------------------------------- | ------------------------------------------------------------------ | ------ |
| 0,05 Lekë    | Cu+Ni+Zn | Víctor Manuel III VITT·EM·III RE E IMP·MBRET E PER· | LEK 0.05 Rama de roble SHQIPNI - ALBANIA año de acuñación          |        |
| 0,10 Lekë    | Cu+Ni+Zn | Víctor Manuel III VITT·EM·III RE E IMP·MBRET E PER· | LEK 0.10 Rama de laurel SHQIPNI - ALBANIA año de acuñación         |        |
| 0,20         | Acero    | Víctor Manuel III VITT·EM·III RE E IMP·MBRET E PER· | LEK 0.20 Escudo de armas Fasces SHQIPNI - ALBANIA año de acuñación |        |
| 0,50         | Acero    | Víctor Manuel III VITT·EM·III RE E IMP·MBRET E PER· | LEK 0.50 Escudo de armas Fasces SHQIPNI - ALBANIA año de acuñación |        |
| 1 Lek        | Acero    | Víctor Manuel III VITT·EM·III RE E IMP·MBRET E PER· | 1 LEK Escudo de armas Fasces SHQIPNI - ALBANIA año de acuñación    |        |
| 2 Lekë       | Acero    | Víctor Manuel III VITT·EM·III RE E IMP·MBRET E PER· | 2 LEK Escudo de armas Fasces SHQIPNI - ALBANIA año de acuñación    |        |
| 5 Lekë       | Ag       | Víctor Manuel III VITT·EM·III RE E IMP·MBRET E PER· | 5 LEK Escudo de armas Fasces SHQIPNI - ALBANIA año de acuñación    |        |
| 10 Lekë      | Ag       | Víctor Manuel III VITT·EM·III RE E IMP·MBRET E PER· | 10 LEK Escudo de armas Fasces SHQIPNI - ALBANIA año de acuñación   |        |

En 1947 fue introducida una nueva serie, que consistía en monedas de ½, 1, 2 y 5 lekë de zinc. Esta serie fue emitida hasta 1957.
| Denominación | Metal | Anverso                            | Reverso                           | Imagen |
| ------------ | ----- | ---------------------------------- | --------------------------------- | ------ |
| ½ Leku       | Zn    | Escudo de armas SHQIPËRI Estrellas | ½ LEKU Estrellas año de acuñación |        |
| 1 Lek        | Zn    | Escudo de armas SHQIPËRI Estrellas | 1 LEK Estrellas año de acuñación  |        |
| 2 Lekë       | Zn    | Escudo de armas SHQIPËRI Estrellas | 2 LEKË Estrellas año de acuñación |        |
| 5 Lekë       | Zn    | Escudo de armas SHQIPËRI Estrellas | 5 LEKË Estrellas año de acuñación |        |

### Segundo lek
En 1965, y datadas en 1964, fueron introducidas las monedas de aluminio de 5, 10, 20 y 50 qindarka y 1 lek. Posteriormente se introdujo una nueva serie en 1988 que eliminaba las estrellas de los diseños anteriores y como novedad añadía al cono monetario una moneda de 2 lekë y otra de 1 lekë acuñada en bronce-aluminio.
| Denominación | Metal | Canto    | Diámetro (mm.) | Peso (g) | Anverso                                             | Reverso                                | Imagen |
| ------------ | ----- | -------- | -------------- | -------- | --------------------------------------------------- | -------------------------------------- | ------ |
| 5 Qindarka   | Al    | Estriado | 18,00          | 0,80     | Escudo de armas Estrellas SHQIPËRI año de acuñación | 5 QINDARKA Espigas de trigo Estrellas  |        |
| 10 Qindarka  | Al    | Estriado | 20,00          | 1,10     | Escudo de armas Estrellas SHQIPËRI año de acuñación | 10 QINDARKA Espigas de trigo Estrellas |        |
| 20 Qindarka  | Al    | Estriado | 22,00          | 1,50     | Escudo de armas Estrellas SHQIPËRI año de acuñación | 20 QINDARKA Espigas de trigo Estrellas |        |
| 50 Qindarka  | Al    | Estriado | 24,50          | 1,90     | Escudo de armas Estrellas SHQIPËRI año de acuñación | 50 QINDARKA Espigas de trigo Estrellas |        |
| 1 Lek        | Al    | Estriado | 26,50          | 2,30     | Escudo de armas Estrellas SHQIPËRI año de acuñación | 1 LEK Espigas de trigo Estrellas       |        |

| Denominación | Metal    | Canto | Diámetro (mm.) | Peso (g) | Anverso                                                                      | Reverso                      | Imagen |
| ------------ | -------- | ----- | -------------- | -------- | ---------------------------------------------------------------------------- | ---------------------------- | ------ |
| 5 Qindarka   | Al       | Liso  | 18,00          | 0,80     | Escudo de armas SHQIPERI año de acuñación                                    | 5 QINDARKA Espigas de trigo  |        |
| 10 Qindarka  | Al       | Liso  | 20,20          | 1,10     | Escudo de armas SHQIPERI año de acuñación                                    | 10 QINDARKA Espigas de trigo |        |
| 20 Qindarka  | Al       | Liso  | 22,00          | 1,50     | Escudo de armas SHQIPERI año de acuñación                                    | 20 QINDARKA Espigas de trigo |        |
| 50 Qindarka  | Al       | Liso  | 24,10          | 2,00     | Escudo de armas SHQIPERI año de acuñación                                    | 50 QINDARKA Espigas de trigo |        |
| 1 Lek        | Al       | Liso  | 24,20          | 2,00     | Escudo de armas SHQIPERI año de acuñación                                    | 1 LEK Espigas de trigo       |        |
| 1 Lek        | Cu+Ni+Zn | Liso  | 24,20          | 5,20     | Escudo de armas REPUBLIKA POPULLORE SOCIALISTE E SHQIPERISE año de acuñación | 1 LEK Espigas de trigo       |        |
| 2 Lekë       | Cu+Ni    | Liso  | 26,00          | 7,70     | Escudo de armas REPUBLIKA POPULLORE SOCIALISTE E SHQIPERISE año de acuñación | 2 LEKE Espigas de trigo      |        |

Entre 1995 y 1996 fue introducida una nueva serie para eliminar los antiguos escudos de armas con insignias comunistas, en denominaciones de 1, 2, 5, 10, 20 y 50 lekë, con una moneda bimetálica de 100 lekë añadida en 2000. Se esperaba que para mediados de 2009 fuera introducida una nueva moneda de 200 lekë que sustituyese al billete de la misma denominación[cita requerida]. Además, existen varias denominaciones acuñadas para conmemorar algún motivo concreto.
A continuación se detalla una tabla con las características de la última serie en circulación. Las imágenes se pueden apreciar en la ficha de moneda en el encabezado del artículo.
| Denominación | Emisión | Metal    | Metal    | Diámetro (mm.) | Peso (g) | Grosor   | Anverso                                                                             | Reverso                         | Imagen |
| Denominación | Emisión | Anillo   | Centro   | Diámetro (mm.) | Peso (g) | Grosor   | Anverso                                                                             | Reverso                         | Imagen |
| ------------ | ------- | -------- | -------- | -------------- | -------- | -------- | ----------------------------------------------------------------------------------- | ------------------------------- | ------ |
| 1 Lek        | 1996-   | Cu+Zn    | Cu+Zn    | 18,00          | 3,00     | Liso     | Pelícano REPUBLIKA E SHQIPERISE año de acuñación                                    | 1 LEK Ramas de roble y adelfas  |        |
| 5 Lekë       | 1995-   | Cu+Ni    | Cu+Ni    | 20,00          | 3,12     | Liso     | Escudo de armas REPUBLIKA E SHQIPERISE año de acuñación                             | 5 LEKE Rama de olivo            |        |
| 10 Lekë      | 1996-   | Cu+Ni+Zn | Cu+Ni+Zn | 21,25          | 3,60     | Estriado | Castillo de Berat KALAJA E BERATIT REPUBLIKA E SHQIPERISE año de acuñación          | 10 LEKE Ramas de olivo          |        |
| 20 Lekë      | 1996-   | Cu+Ni+Zn | Cu+Ni+Zn | 22,50          | 5,00     | Estriado | Liburna y delfín A. LIBURNE REPUBLIKA E SHQIPERISE año de acuñación                 | 20 LEKE Ramas de laurel y roble |        |
| 50 Lekë      | 1996-   | Cu+Ni    | Cu+Ni    | 22,25          | 5,50     | Estriado | Rey Gencio de Iliria GENTI MERETI ILIE REPUBLIKA E SHQIPERISE año de acuñación      | 50 LEKE Ramas de roble          |        |
| 100 Lekë     | 2000-   | Cu+Ni    | Cu+Ni+Zn | 24,75          | 6,70     | Estriado | Reina Teuta de Iliria TEUTA MBRETERESHA ILIRE REPUBLICA SHQIPERISE año de acuñación | 100 LEKE Adelfas                |        |

## Billetes

### Primer lek
En 1926 el Banco Nacional de Albania (Banka Kombëtare e Shqipnis) introdujo billetes en denominaciones de 1, 5, 20 y 100 franga ari. En 1939 fueron emitidos con denominaciones de 5 y 20 franga. Estos fueron sucedidos en 1944 por otros de 2, 5 y 10 lekë y 100 franga.
En 1945 el Banco del Pueblo de Albania (Banka e Shtetit Shqiptar) emitió sobreimpresiones sobre billetes del Banco Nacional para 10 lekë, 20 y 100 franga. También fueron emitidos billetes regulares de 1, 5, 20, 100 y 500 franga. En 1947 el lek fue adoptado como denominación principal, con billetes emitidos de 10, 50, 100, 500 y 1.000 lekë.
| Denominación | Color predominante | Imagen del anverso | Imagen del reverso |
| ------------ | ------------------ | ------------------ | ------------------ |
| 10 Lekë      | Verde              |                    |                    |
| 50 Lekë      | Granate            |                    |                    |
| 100 Lekë     | Violeta            |                    |                    |
| 500 Lekë     | Marrón             |                    |                    |
| 1.000 Lekë   | Naranja/Marrón     |                    |                    |

| Denominación | Color predominante | Imagen del anverso | Imagen del reverso |
| ------------ | ------------------ | ------------------ | ------------------ |
| 10 Lekë      | Rojo               |                    |                    |
| 50 Lekë      | Azul               |                    |                    |
| 100 Lekë     | Verde              |                    |                    |
| 500 Lekë     | Azul/Naranja       |                    |                    |
| 1.000 Lekë   | Violeta            |                    |                    |

### Segundo lek
En 1965 fueron introducidos, fechados en 1964, los billetes de 1, 3, 5, 10, 25, 50 y 100 lekë por el Banka e Shtetit Shqiptar. Una segunda serie de billetes fue emitida en 1976 cuando el país cambió su nombre a República Popular Socialista. En el diseño de estos billetes participó el artista Sadik Kaceli.
| Denominación | Color predominante | Imagen del anverso | Imagen del reverso |
| ------------ | ------------------ | ------------------ | ------------------ |
| 1 Lek        | Verde              |                    |                    |
| 3 Lekë       | Granate            |                    |                    |
| 5 Lekë       | Violeta            |                    |                    |
| 10 Lekë      | Azul/Verde         |                    |                    |
| 25 Lekë      | Azul               |                    |                    |
| 50 Lekë      | Granate            |                    |                    |
| 100 Lekë     | Marrón             |                    |                    |
| 100 Lekë     | Azul               |                    |                    |

### Nuevas denominaciones
En 1991 se introdujeron denominaciones de 100 y 500 lekë. Un año más tarde se introdujo una nueva serie con distintos diseños y colores en denominaciones de 100, 200, 500 y 1.000 lekë. En 1996, se emitió otra nueva serie con distintos motivos y en las mismas denominaciones, y con la novedad de la introducción del nuevo billete de 5.000 lekë. En 2008 se introduce un nuevo billete de 2.000 lekë.
| Denominación | Color predominante | Imagen del anverso | Imagen del reverso |
| ------------ | ------------------ | ------------------ | ------------------ |
| 100 Lekë     | Granate            |                    |                    |
| 500 Lekë     | Azul/Granate       |                    |                    |

| Denominación | Dimensiones | Color predominante | Imagen del anverso | Imagen del reverso |
| ------------ | ----------- | ------------------ | ------------------ | ------------------ |
| 100 Lekë     | 154 x 72 mm | Violeta            |                    |                    |
| 200 Lekë     | 162 x 78 mm | Marrón             |                    |                    |
| 500 Lekë     | 170 x 78 mm | Azul               |                    |                    |
| 1.000 Lekë   | 178 x 78 mm | Verde              |                    |                    |

| Denominación | Dimensiones | Color predominante | Imagen del anverso | Imagen del reverso |
| ------------ | ----------- | ------------------ | ------------------ | ------------------ |
| 100 Lekë     | 130 x 66 mm | Violeta            |                    |                    |
| 200 Lekë     | 138 x 69 mm | Marrón             |                    |                    |
| 500 Lekë     | 145 x 68 mm | Azul               |                    |                    |
| 1.000 Lekë   | 151 x 72 mm | Verde              |                    |                    |
| 2.000 Lekë   | 155 x 72 mm | Violeta            |                    |                    |
| 5.000 Lekë   | 160 x 72 mm | Amarillo           |                    |                    |

En 2019, el Banco de Albania presentó una nueva serie de billetes, con los mismos temas tanto en el anverso como en el reverso, características de seguridad mejoradas y un cambio en el material del billete de 200 Lek, ahora emitido como billete de polímero. Esta serie también ha introducido una nueva denominación, los 10.000 Lek, su billete de mayor denominación emitido para circulación general. Las dos primeras denominaciones emitidas para esta serie, los billetes de 200 y 5.000 lekë, se emitieron para su circulación el 30 de septiembre de 2019, y los billetes de 1.000 Lek y 10.000 Lek se lanzaron el 30 de junio de 2021, así como los billetes de 2.000 Lek y 500 Lek. publicado en 2022. Hay referencias a los símbolos del país en el billete de 10.000 Lek, con Aleksandër Stavre Drenova (Asdreni), la bandera albanesa y las dos primeras líneas del himno nacional del país, Himni i Flamurit. 
| Denominación | Dimensiones | Color predominante | Imagen del anverso | Imagen del reverso |
| ------------ | ----------- | ------------------ | ------------------ | ------------------ |
| 200 Lekë     | 125 x 65 mm | Marrón             |                    |                    |
| 500 Lekë     | 132 x 69 mm | Azul               |                    |                    |
| 1.000 Lekë   | 139 x 69 mm | Verde              |                    |                    |
| 2.000 Lekë   | 146 x 72 mm | Violeta            |                    |                    |
| 5.000 Lekë   | 153 x 72 mm | Amarillo           |                    |                    |
| 10.000 Lekë  | 160 x 72 mm | Rojo               |                    |                    |